# UGCA 92

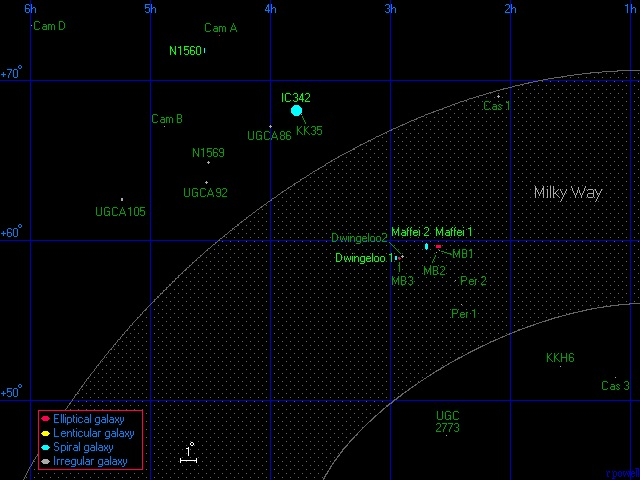
Diagramma del gruppo IC 342/Maffei

UGCA 92 (nota anche come PGC 15439) è una galassia irregolare o lenticolare situata in direzione della costellazione della Giraffa a circa 4,7 milioni di anni luce dalla Terra. La sua scoperta si deve a P.N Nilson nel 1974. Questa galassia è considerata un possibile componente del gruppo IC 342/Maffei ed in particolare del sottogruppo di IC 342. 
Sono descritte possibili interazioni con NGC 1569.